# Eutolmus koreanus
Eutolmus koreanus är en tvåvingeart som beskrevs av Hradsky och Huttinger 1985. Eutolmus koreanus ingår i släktet Eutolmus och familjen rovflugor.
Artens utbredningsområde är Sydkorea. Inga underarter finns listade i Catalogue of Life.